# 愛上多個你
《愛上多個你》，為泰國GMM 25與Netflix於2025年5月17日起播出的愛情喜劇。由阿缇塔雅·提丽布达拉（Mind）及格拉帕·格潘（Nanon）主演。
此劇由GMMTV製作，並在2024年11月GMMTV的「RIDING THE WAVE」新戲發佈會上公開先導預告片。
其後，此劇於2025年5月在GMM 25電視台及Netflix首播，同年8月終映。

## 演員陣容
註：括號內的演員及角色姓名為小名。

### 主要人物
- 阿缇塔雅·提丽布达拉（英语：4Eve）（Mind）飾演 Sairung／Fahsai／Praifon／Storm／Marnmok
- 格拉帕·格潘（Nanon）飾演 Sun

### 其他人物
- 帕查差·司隸亞楠讓（Junior）飾演 Phat
- Nachcha Chuedang（Parn）飾演 Gudji
- 塔納文·提拉珀蘇卡恩（Louis）飾演 Debut（De）
- Pa Ted Yutthana Boonaom 飾演 Thepphachai

## 劇集原聲帶
| 曲序 | 曲目                                 | 演唱        | 备注  | 时长 |
| ---- | ------------------------------------ | ----------- | ----- | ---- |
| 1.   | ฉันก็ยังชอบมองท้องฟ้าอยู่ดี（Stratocumulus） | 格拉帕·格潘 | [ 4 ] | 4:33 |

## 外部連結
- GMM25 官方網站（泰文）
- GMMTV 官方網站（泰文）
- 《愛上多個你》的X（前Twitter）
- YouTube上的《愛上多個你》播放列表
- MyDramaList劇集介紹及劇評（英文）
- 豆瓣电影上《愛上多個你》的資料 （简体中文）